# Sennett Bathing Beauties

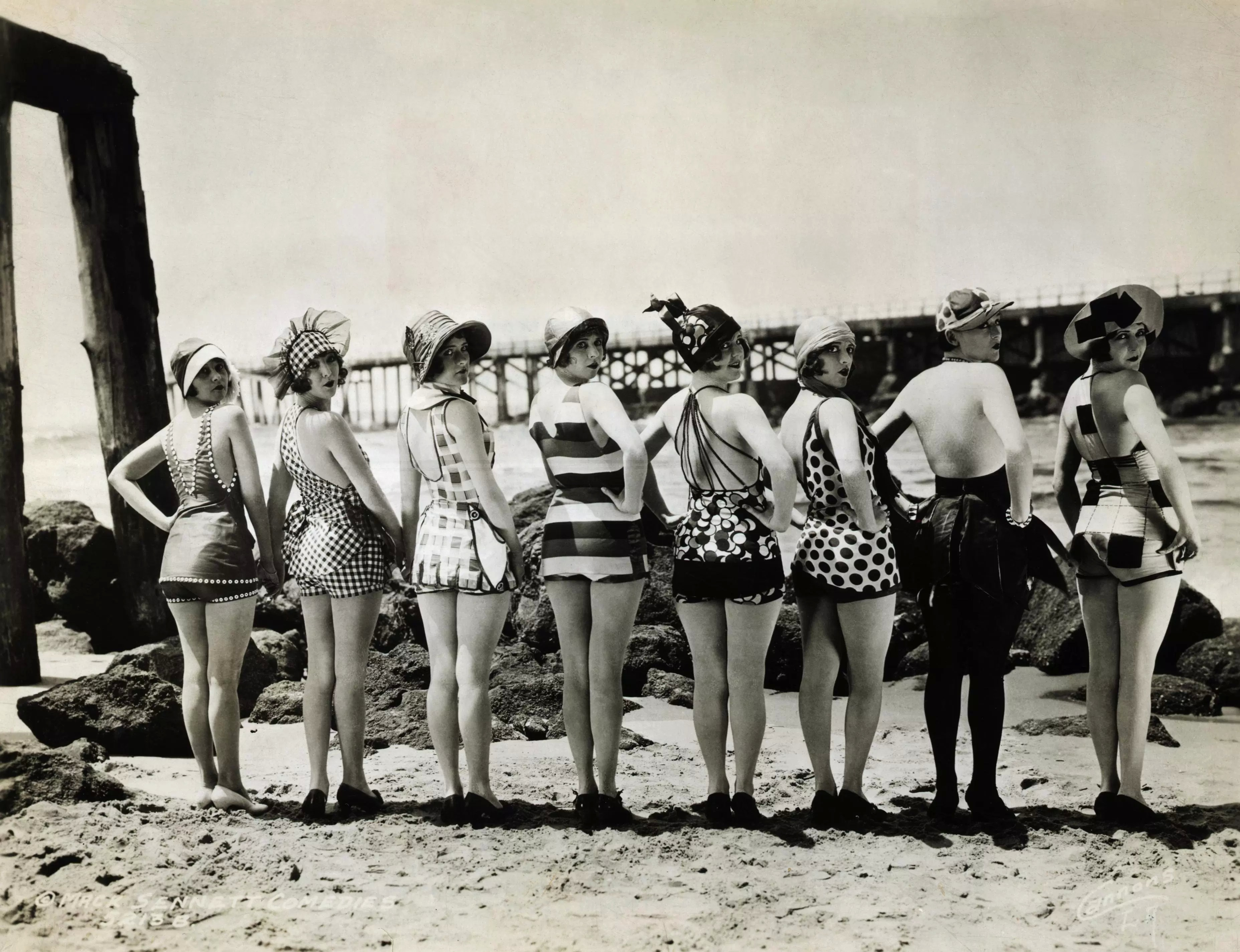
Bellezas Bañistas de Sennett.

Las bellezas bañistas de Sennett (en inglés, Sennett Bathing Beauties) fueron un grupo de mujeres que actuaban en traje de baño en las películas del productor Mack Sennett. Aparecieron en cortometrajes cómicos (His New Mamma, 1924), en material publicitario, y en acontecimientos promocionales como concursos de belleza en Venice Beach, de 1915 a 1928.
A principios de 1915, el trío original reunido por Sennett constaba de Evelyn Lynn, Cecile Evans, y Marie Prevost 
a las que pronto seguirían centenares más; muchas permanecieron sin nombre.
Dos de las que a menudo se nombran como Bellezas Bañistas más tarde se distanciaron de la denominación: Mabel Normand y Gloria Swanson. Normand era una nadadora notable, y su cortometraje de ocho minutos The Water Nymph (La ninfa del agua, Mack Sennett, 1912) puede haber sido la inspiración directa para las Bellezas Bañistas. A pesar de que Gloria Swanson trabajó para Sennett en 1916 y fue fotografiada en traje de baño, fue también una estrella y luego "negó con vehemencia" haber sido una de las bellezas bañistas.

"Una mañana, mientras revisaba el Times en mi bañera, noté una imagen a tres columnas en la página 1 de una bonita chica que había estado involucrada en un accidente de tráfico menor. La imagen apareció en portada por dos razones obvias y atractivas. Las rodillas de la joven se mostraban". Mack Sennett.

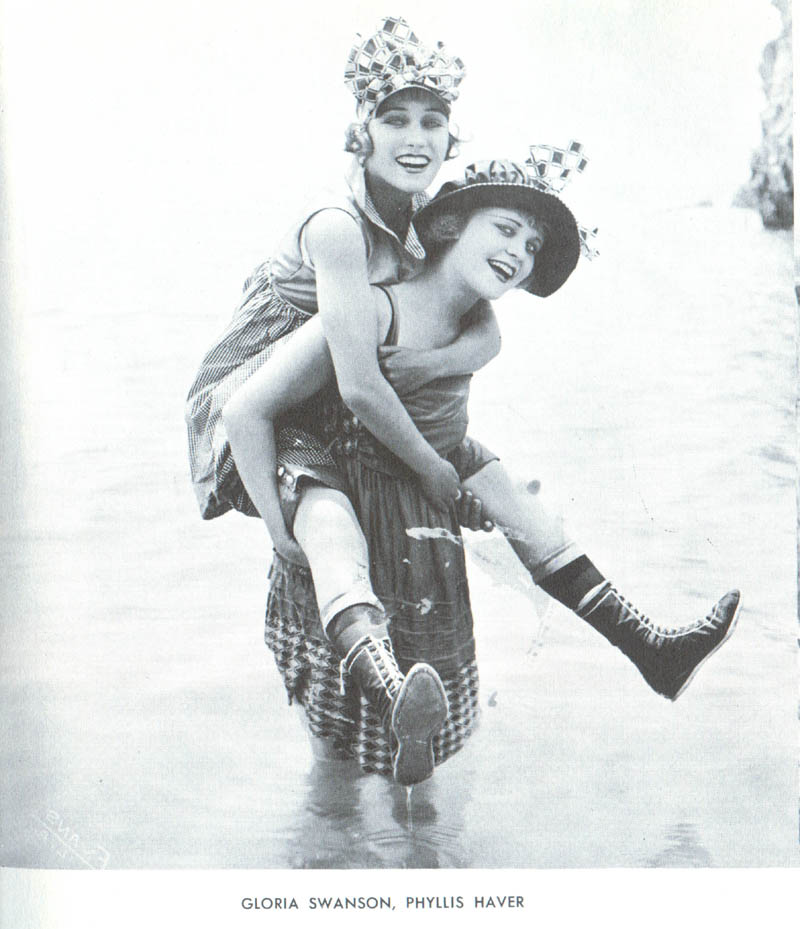

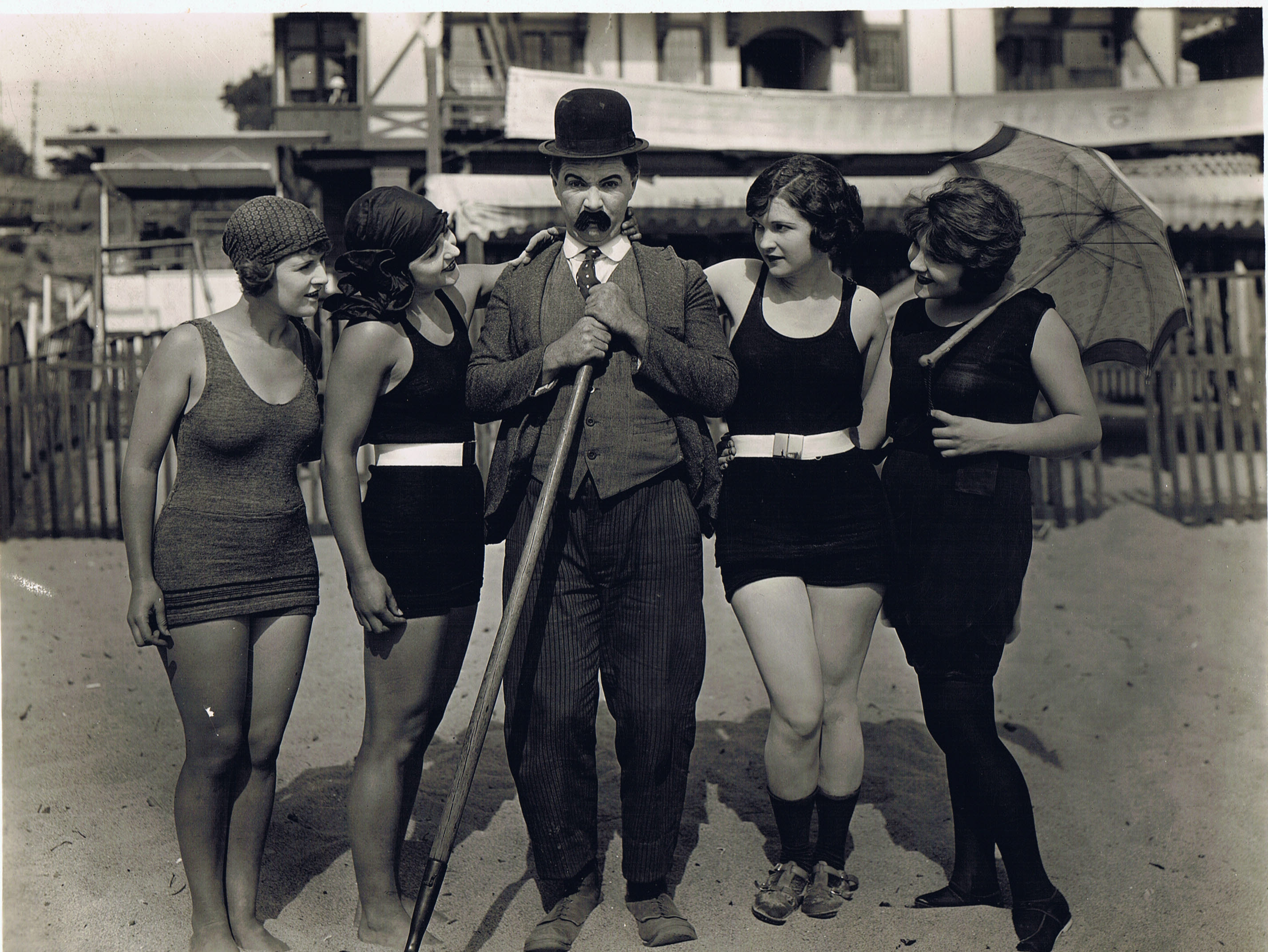
El actor Billy Bevan flanqueado por cuatro bellezas bañistas, años 1920.

Nunca presentadas o nombradas individualmente, muchas de estas mujeres jóvenes ascendieron a carreras significativas propias, incluyendo Juanita Hansen, Claire Anderson, Marie Prevost, Phyllis Haver, Myrtle Lind y Carole Lombard. Otras bellezas bañistas notables incluyen: Alice Day, Polly Moran, Madeline Hurlock, Vera Reynolds, Mary Thurman, Thelma Hill, Thelma Parr, Marvel Rea, Harriet Hammond, Evelyn Francisco, Vera Steadman, Josephine Cogdell, Elinor Field y Ora Carew.

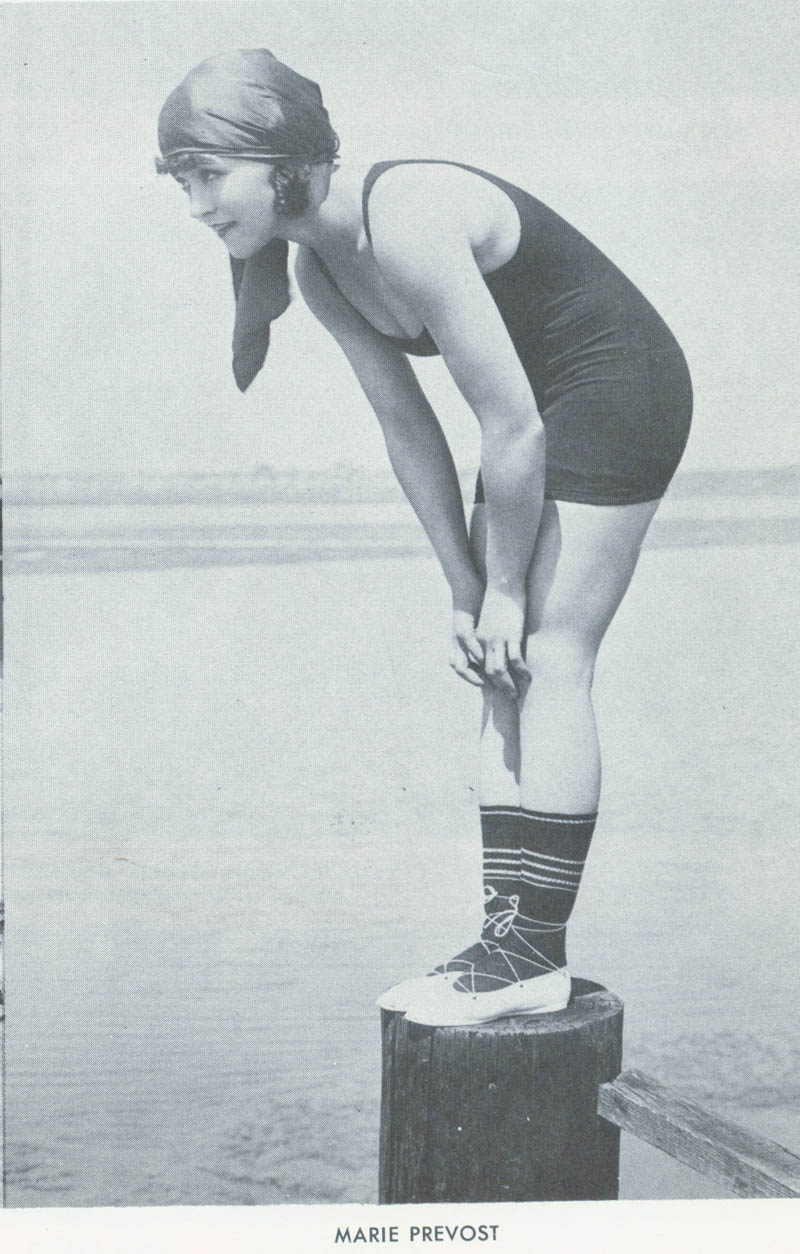

En los años 1920, las Bellezas Bañistas de Sennett siguieron siendo lo bastante populares como para provocar imitaciones como las Christie's Studios Bathing Beauties (contando a Raquel Torres y Laura La Plante entre ellas) y las "Sunshine Girls" de la Fox Film Corporation (contando a Janet Gaynor como una). Las Bellezas Bañistas de Sennett continuaron apareciendo hasta 1928.